# Вибух уповільненої дії
«Вибух уповільненої дії» — радянський чорно-білий фільм 1970 року, знятий на кіностудії « Молдова-фільм» режисером Валеріу Гажіу за романом «Таємнича Ті» письменника Михайла Мельника.

## Сюжет
1901 рік. До Кишинева приїжджає революціонер Олександр Родченко, який за завданням лідера більшовиків Володимира Леніна має організувати тут нелегальну марксистську друкарню, друкувати газету «Іскра» та іншу підпільну літературу. За допомогою місцевих революціонерів йому це вдається зробити.
Незабаром листівки та брошури, надруковані в Кишиневі, з'являються таємно в багатьох містах Російської імперії. Царські жандарми намагаються виявити та ліквідувати кишинівську друкарню. Уникнути швидкого викриття підпільникам допомагає Ліза, донька начальника поліції Кишинева, натура тонка поетична, вона стоїть осторонь революційної боротьби того часу, але зіткнувшись із переконаним революціонером-ленінцем і закохавшись у нього, виявляє в потрібний момент твердість і рішучість, попереджаючи про небезпеку своїх друзів.

## В ролях
- Анатолій Азо — Олександр Родченко
- Семен Соколовський — Меньшиков
- Лариса Мальована — Олена
- Василе Брескану — Валентин
- Наталія Сайко — Ліза
- Євген Весник — домовласник
- Земфіра Цахілова — Конкордія
- Костянтин Костянтинов — Рожкован
- Іван Дмитрієв — Чорнолуський
- Михайло Бадикяну — помічник Меньшикова
- Ольга Аросєва — епізод
- Володимир Вовчик — епізод
- Вадим Вільський — філер
- Кирило Гун — епізод
- Володимир Маренков — епізод
- Борис Рунге — епізод
- Михайло Сидоркін — епізод
- Віктор Маркін — епізод
- Катерина Казімірова — сусідка

## Критика
Фільму властиві елементи пригодницького жанру, прагнення цікавості. Однак це призводить до легковагості, до поверхневого вирішення великої серйозної теми в деяких епізодах фільму.
— щорічник «Питання кіномистецтва», 1974